# Ворота Хазрати Имам
Ворота Хазрати Имам (Имамские ворота) (узб. Hazrati Imom darvozasi / Ҳазрати Имом дарвозаси) — крепостные ворота, воссозданные на прежнем месте в Бухаре (Узбекистан). Впервые были воздвигнуты в XVI веке, в эпоху правления представителей узбекской династии Шейбанидов, в тогдашней столице Бухарского ханства. Были установлены на северной части бухарской крепостной стены. Через них шло довольно оживлённое сообщение северной окраиной Бухары. Ворота разрушены, с прилегающей к ним городской стеной, при Советской власти 17 мая 1939 года как «тормозящие нормальное движение в городе». Воссозданы 2012 году (или в сентябре 2009 года). Являются одними из 4-х воссозданных в пред-разрушенном виде и 11-ти когда либо существовавших ворот Бухары. Находятся на улице им. Абу Хафса Кабира.
Ворота были возведены у одноимённого мазара, от которого и получили своё название. Среди населения Бухары существовало поверье, что в день воскресения мёртвых «двери рая откроются из Бухары, из-под Имама, помогающего в нужде». Бухарцы верили, что почитаемый Имам Хафси Кабир, называвшийся также Эшони хожатбарором (Ишан, помогающий в нужде), может помочь обращающимся к нему нужде.
Архитектурный памятник входит в «Национальный перечень объектов недвижимости материального культурного наследия Узбекистана».